# Мамбеталиев, Айдар
Айда́р Мамбетали́ев (кирг. Айдар Мамбеталиев; род. 22 июля 1998, Бишкек, Кыргызстан) — киргизский футболист, защитник.

## Биография
Айдар Мамбеталиев начал свою профессиональную футбольную карьеру в «Динамо-Манас». В Кыргызстане он также выступал за бишкекский «Алга», кантский «Абдыш-Ата», ошский «Алай» и за «Талант» из села Беш-Кюнгёй. До 2022 года он провёл 46 матчей и забил 3 гола в чемпионате Кыргызстана по футболу.
Первый сезон за пределами Кыргызстана Мамбеталиев провёл в мальдивском клубе «Валенсия». Другими зарубежными клубами, за которые он выступал, являются японский «Окосиас», бангладешский «Бангладеш Полис», индийский «Раджастан Юнайтед» и индонезийский «Сулут Юнайтед».
В августе 2022 года Мамбеталиев подписал двухлетний контракт с клубом чемпионата Индии «Раджастан Юнайтед». 20 августа он дебютировал в команде, одержав волевую победу 3:2 над «Мохун Баган Супер Гигант» в кубке Дюранда. В ноябре «Раджастан Юнайтед» вышел в финал Кубка Баджи Раут в Одише и завоевал титул, победив «Черчилл Бразерс».
31 октября 2023 года он подписал контракт с индонезийским клубом «Сулут Юнайтед», чтобы сыграть во втором туре второй лиги Индонезии сезона 2023/24 годов.

## Достижения
«Раджастан Юнайтед»
Кубок Баджи Раут: 2022.